# Шлос-Феллин
Шлос-Феллин (нем. Schloß Fellin), также мы́за Ви́льянди (эст. Viljandi mõis) — рыцарская мыза в уезде Вильяндимаа, Эстония. Находится на территории города Вильянди. Согласно историческому административному делению мыза относилась к приходу Вильянди. В годы Российской империи находилась на территории Лифляндской губернии и относилась к Феллин-Кеппоскому приходу.

## История мызы

### XI—XV века

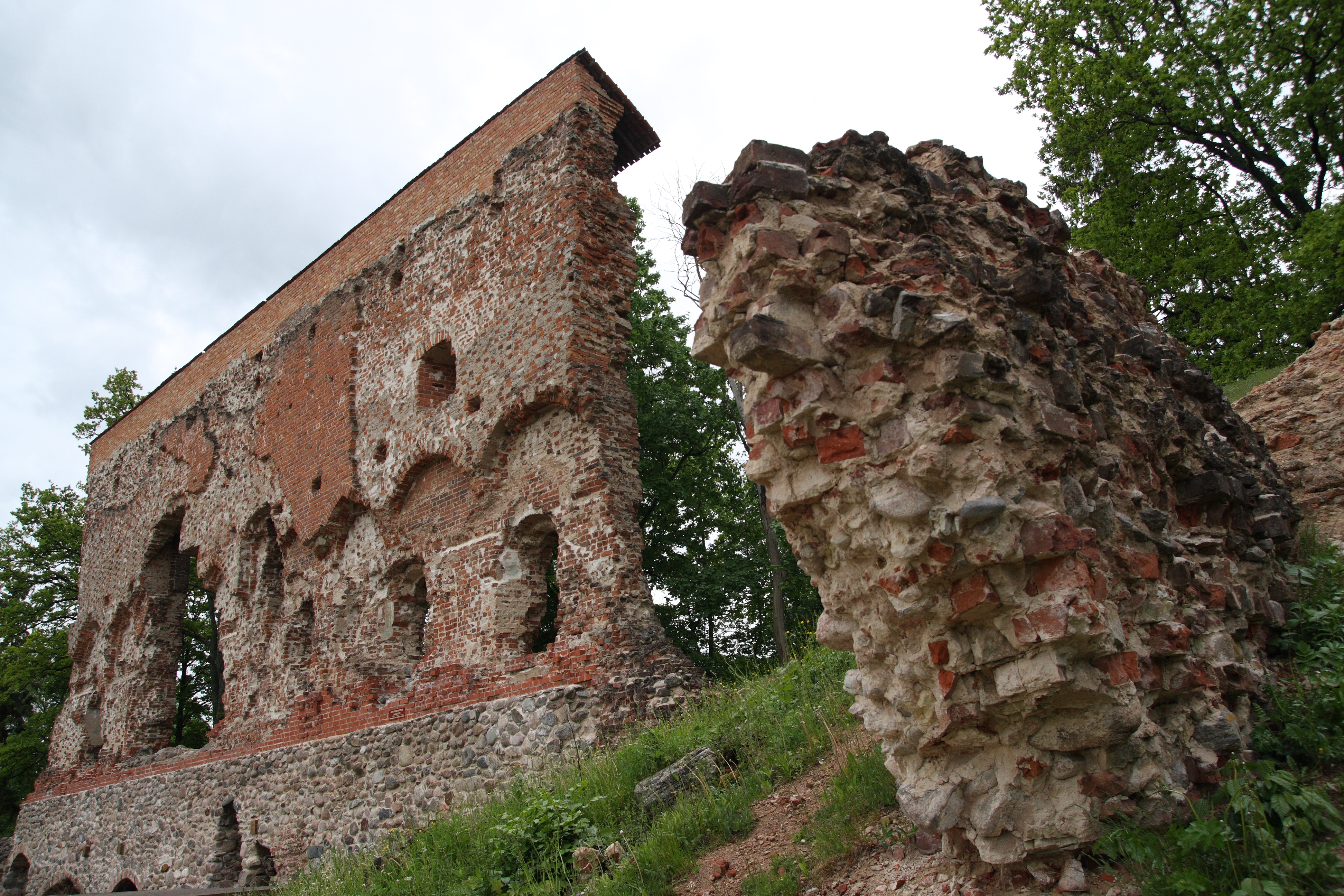
Руины крепости Феллин

На территории современного Вильянди, на высоком холме между двумя долинами, не позднее XI века появилось городище, ставшее центром древней области Сакаламаа. Когда в августе 1223 года крестоносцы после длительной осады завоевали эти земли, здесь начали строить орденскую крепость. За первыми каменными сооружениями в начале XIV века последовало возведение мощного здания конвента с квадратным внутренним двором — самого большого и самого необычного из подобных строений в тогдашней Эстонии. Крепость стала центром комтурства и резиденцией комтура. К северу от крепости возник большой торговый город.

### XVI—XVIII века

Герб Делагарди

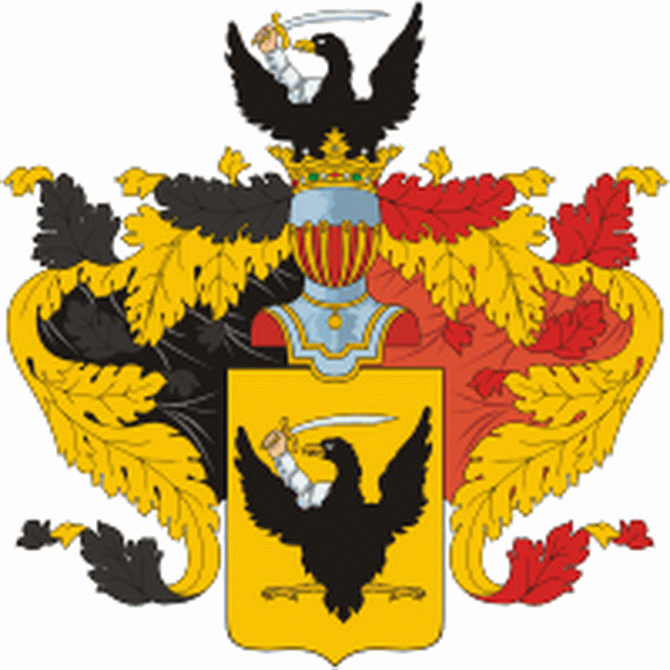
Герб Чоглоковых

В середине XVI века, во время опустошительной Ливонской войны, крепость Феллин почти не пострадала, однако была превращена в руины в 1620-х годах, в ходе польско-шведских войн.
В 1624 году король Швеции Густав II Адольф пожаловал город Феллин вместе с окрестностями фельдмаршалу Якобу Делагарди, и на месте разрушенного городища стала развиваться мыза Феллин.
Центр мызы сформировался к западу от городища, между городом и зданием конвента замка Феллин.
В 1624—1681 годах город Феллин принадлежал мызе.
Начавшаяся в 1700 году Северная война полностью уничтожила и мызу, и поселение рядом с ней. Если ещё в начале XVII века от замка оставалась большая часть стен, то в последующие полтора столетия, когда его руины стали местом получения строительных материалов для восстановления мызы и города, сохранились лишь отдельные обломки. Разрушенный до основания Феллин лишился полученных в XIII веке прав города и получил их обратно только указом Екатерины II.
После Северной войны российская императрица Елизавета Петровна подарила мызу Феллин своей кузине Марии Чоглоковой. В подчинении мызы в то время находилось как небольшое поселение, возникшее на месте средневекового городища, так и окрестные земли. В 1746 году было построено одноэтажное деревянное главное здание мызы в стиле барокко (снесено в 1938 году, сейчас в том месте стоит открытый в 2004 году конный монумент Йохану Лайдонеру).

### XIX—XX века
В 1860 году мызу Феллин купил барон Август Пауль Адольф Унгерн фон Штернберг (August Paul Adolph von Ungern-Sternberg), ландрат Ливонии, высший церковный староста округа Тарту—Выру, куратор Общества благородных девиц в Вильянди и с 1874 года президент Школьной коллегии Вильяндиской земской гимназии.
Сразу после приобретения мызы Август Пауль Адольф выделил на своей земле грунт под строительство приходской церкви. Рядом с Яановской церковью, которую в тех местах называли немецкой церковью, выросла новая — церковь Святого Павла, которую стали называть эстонской церковью.
На военно-топографических картах Российской империи (1846–1863 годы), в состав которой входила Эстляндская губерния, мыза обозначена как мз. Шлос Феллинъ.
В 1880 году было построено новое главное здание мызы — большой каменный оштукатуренный особняк.
После 1917 года мыза Феллин стала называться мызой Вильянди.
Последним собственником мызы до её отчуждения в 1919 году был Освальд Унгерн фон Штернберг (Oswald von Ungern-Sternberg) — владелец замка Феллин и мызы Туисти, ландрат Ливонии, директор мыз рыцарства, церковный староста Вильяндиского прихода Святого Павла.
Новый господский дом мызы был очень красив. Барон Освальд привёз из Германии голубые ели и сам посадил их. Его дочь Александрина (в замужестве Alexandrine Alice Emily von Mensenkampff, (1878—1934)) посадила виноград, который очень скоро дал плоды, и мыза Вильянди стала утопать в зелени. Особняк стоял на краю большого парка с расчленённым рельефом, к которому примыкал древний природный лесопарк (в его центре в настоящее время и находятся остатки городища).
После национализации мызы в её главном здании некоторое время работали детский сад и библиотека.
В 1997 году главное здание и амбар мызы были внесены в Государственный регистр памятников культуры Эстонии.

### Унгерн фон Штернберги — последнее баронское семейство Вильянди

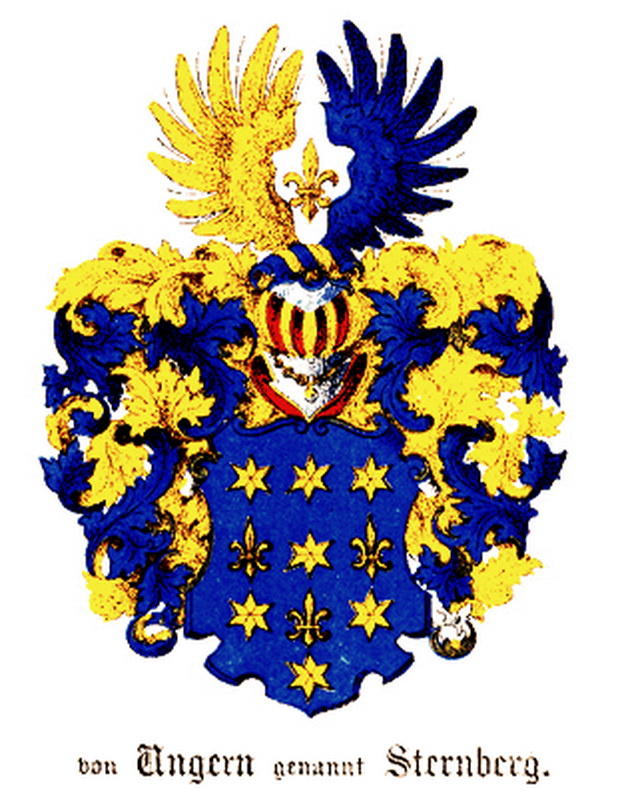
Герб баронов Унгерн фон Штернбергов

Унгерн фон Штернберги принадлежат к одному из старейших дворянских семейств Эстляндии, Ливонии и Курляндии. Их ветвь, связанная с Вильянди, происходит от свободных господ Швеции. В течение трёх поколений они возрождали и развивали этот город и имеют существенную роль в создании нынешнего облика города.
Барон Освальд входил в состоящий из семи членов Комитет раскопок орденского городища Вильянди и найденные на его землях древности передал Музею Дитмара (ныне — Музей Вильянди). По разрешению барона почву, удаляемую в ходе раскопок, вывозили на ближайшие мызные земли, а найденные кирпичи продавали, и вырученные за них деньги шли на оплату труда археологов.
Барон Освальд Унгерн фон Штернберг умер в 1907 году и был похоронен на семейном кладбище напротив замка. После его смерти мызу унаследовала его супруга Эмили София Александрина, урождённая фон Вольфф (Emily Sophie Alexandrine von Ungern-Sternberg (1855—1934)).
В 1918—1919 годах сын барона Освальда, Генрих Унгерн фон Штернберг (Heinrich Oswald Paul Richard von Ungern-Sternberg), служил в Балтийском батальоне Эстонской народной армии, сражавшейся за независимость Эстонии. В 1924—1925 годах Генрих обучался лётному делу в Пруссии, в лётной школе Розиттена, затем сдал экзамен в Таллинском обществе воздухоплавания и получил лицензию пилота под номером 2 в Эстонии. Генрих Унгерн фон Штернберг считается одним из основоположников частного воздухоплавания в Эстонии. Он получил право использовать пивоварню старой мызы для своего предпринимательства, и начал там строить самолёты. Вместе со своим другом, мужем сестры, Ульрихом Брашем (Ulrich Brasch, лицензия пилота № 3 в Эстонии) Хейнц также предлагал услуги воздушного такси. Наряду с предпринимательской деятельностью в 1930—1933 годах Генрих входил в Городское собрание Вильянди как представитель Немецко-балтийской партии.
В 1924 году из Дрездена в Эстонию вернулась мать Генриха, баронесса Эмили Унгерн фон Штернберг, и поселилась на мызе Тусти, которую эстонское правительство пожаловало её сыну за участие в Освободительной войне. Последние годы жизни провела в Вильянди и её дочь, Александрина, вернувшаяся на родину из Чили.
Летом 1931 года Генрих Унгерн фон Штернберг купил в Германии спортивный самолёт марки Klemm L 25 b VII и в сентябре совершил круговой полёт по Европе: Штутгарт—Кёльн—Кале—Лондон—Париж—Лион—Марсель—Торино—Милан—Триесте—Загреб—Будапешт—Прага—Гёрлиц—Берлин—Варшава—Кенигсберг—Каунас—Рига—Таллин—Вильянди, о чём писали даже европейские газеты. В его самолёте использовался бензин, полученный из сланца на эстонском предприятии Еesti Kiviõli. За 10 дней он пролетел почти 5900 километров.
Зимой 1933—1934 годов в Вильянди прошли первые курсы по строительству планеров и планеризму, где обучалось 17 человек. В течение курсов было построено три планера, а одним из инструкторов был Генрих Унгерн фон Штернберг.
В конце 1934 года Генрих был арестован по делу о побеге из тюрьмы лидера движения вапсов Артура Сирка, в ходе предварительного следствия сидел в Таллинской центральной тюрьме и после суда был лишён лётной лицензии. И тогда в ангаре, где раньше строились самолёты, он решил открыть производство первых эстонских автобусов. В апреле 1936 года в регистре Торгово-промышленной палаты было зарегистрировано предприятие «Viljandi mehaanika-töökojad H. Ungern-Sternberg & Ko». Предприятие в основном сосредоточилось на производстве корпусов автобусов. К 1938 году было изготовлено 28 маршрутных автобусов; на предприятии работало 63 человека. Весной 1938 года по заказу Таллинской и Нарвской горуправ были изготовлены 5 первых автобусов т. н. таллинского типа, по заказу Главного управления здравоохранения Министерства социальных дел — две санитарные машины. В январе 1939 года на основе автомобиля Opel Blitz была построена газозащитная машина для Таллинской пожарной лётной дружины для оказания первой помощи в случае крупных несчастных случаев отравления угарными и другими газами.
Осенью 1939 года Унгерн-Штернберги покинули Вильянди. В конце 1944 года Генрих Унгерн фон Штернберг получил известие о гибели своего единственного сына Вольфа Отто (Wolf Otto Ernst von Ungern-Sternberg) в возрасте 21 года в боях под Ганновером. В январе 1945 года Генрих Унгерн фон Штернберг погиб в составе отряда Фольксштурма в Пруссии, на территории нынешней Польши. В настоящее время в Германии проживает младший внук Генриха, сын его дочери Рутт (Ruth-Elisabeth), Этторе (Ettore Ungern-Sternberg, род. 1952 г.) с супругой Барбарой и сыновьями Романом и Александром. Они несколько раз посещали Эстонию и участвовали в восстановлении родового кладбища в Вильянди, разрушенного в советское время. Этторе — кузнец художественной ковки и владелец конного центра.

### XXI век
В 2005 году собственники главного здания мызы Вильянди (акционерное общество Acropolis) собирались сделать в нём отель. Стоимость работ по реновации оценивалась ими в 25—30 миллионов крон. Однако в марте 2018 года здание было выставлено на продажу по цене 320 000 евро, и в апреле того же года выкуплено фирмой Modify OÜ, которой владеет семейство Сийлатсов (Siilats). К тому времени эта фирма уже купила 11 объектов недвижимости по всей Эстонии.
Главное здание мызы Вильянди еще в начале 20-го столетия стали называть новым замком Вильянди или замком Вильянди. Новые собственники планируют открыть в замке отель и ресторан.
Весной 2008 года в бывшем мызном амбаре стал работать Центр фольклорной музыки — место, где проводятся конференции, концерты, праздничные приёмы и рождественские вечера.
При инспектировании 9 октября 2019 года главное здание мызы Вильянди находилось в плохом состоянии. Амбар при инспектировании 25 октября 2019 года  находился в удовлетворительном состоянии. Сохранилось ещё несколько хозяйственных построек мызы, но в перестроенном виде (в регистр памятников культуры не внесены); они расположены между крепостными холмами и городом.

## Главное здание

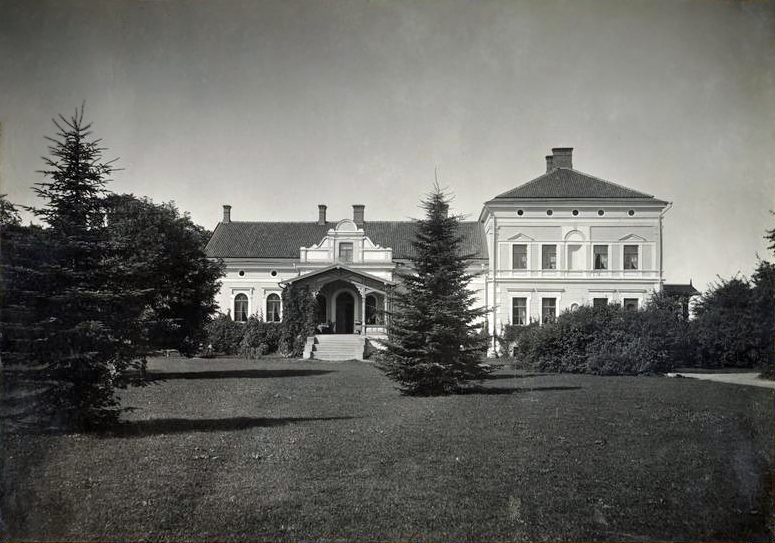
Главное здание мызы Вильянди в 1906 году

Последнее главное здание мызы в стиле неоренессанса было построено в 1880 году по проекту рижского архитектора Роберта Пфлуга. Это большой оштукатуренный каменный особняк на высоком цоколе из бутового камня, у которого с одноэтажным основным планом соединяется в северном крыле квадратный блок. На переднем фасаде — ризалит с треугольным фронтоном (изначально он был волютным), перед ним широкая гранитная лестница и деревянный балкон с резным декором (изначально в его рамах стояли стёкла). Этот декор был относительно богатым (угловые лизены, штукатурные обрамления окон и пр.), но к настоящему времени сохранился лишь частично. В облике высокого крыла дома существенную роль играет также небольшая надстройка второго этажа с круглыми окнами. Крыша изначально была крыта волнистым шифером и местами жестью, в настоящее время она крыта этернитом. Сохранились распашные двери с богатым декором как у основного, так и у северного входа. Первоначальную форму сохранили и окна в деревянных рамах: в низкой части дома, где располагались представительские помещения, они закруглённые в верхней части, в двухэтажном крыле — состоящие из шести квадратов. Представление о когда-то богатом фасадном декоре можно получить только по старым фотографиям: карнизы, межэтажные пояса, имитирующая рустику заделка швов, угловые квадранты, разной формы украшения окон и пр..
Во внутренней планировке дома изменений по сравнению с первоначальной произошло сравнительно мало. В центре расположен вестибюль, по двум сторонам которого находятся зал и столовая, салон и другие представительские комнаты; жилые комнаты двухэтажного крыла дома на обоих этажах делятся продольными коридорами; деревянная лестница из коридоров ведёт на второй этаж и затем на чердак. Цокольный этаж дома, где ранее находились хозяйственные помещения, соединён с основным этажом двумя лестницами. Из вестибюля лестница ведёт в подвал. Ранее в вестибюле была также винтовая лестница, ведущая на чердачный этаж. В интерьере сохранилось множество примечательных исторических элементов оформления: стеновые и потолочные карнизы, розетки люстр, раскрашенные под дерево филёнчатые двери и складные оконные ставни, крашеные филёнчатые двери с профилированными рейками, стеновые шкафы, дверные ручки и наличники, шпингалеты и пр., а также часть высоких печей с карнизами, относящихся к мызному времени, и некоторые более поздние кафельные печи.

## Амбар

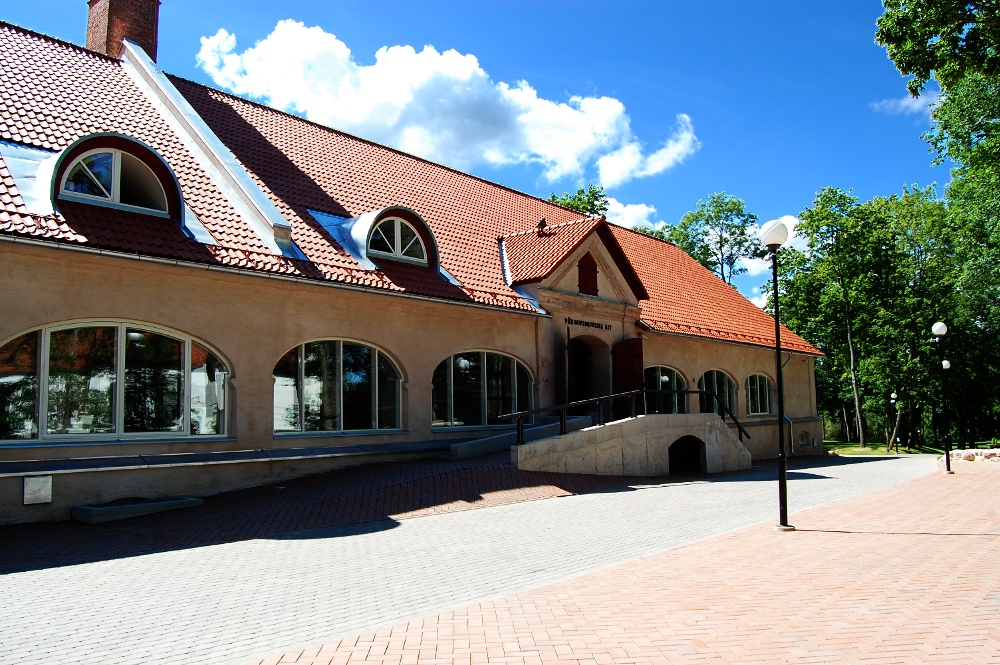
Центр фольклорной музыки в бывшем амбаре

Большой оштукатуренный каменный амбар с прямоугольным основным планом был возведён в XIX веке на территории бывшего средневекового городища, там, где когда-то располагалась конюшня и, предположительно, жилой дом конюхов. Точное время его постройки неизвестно. Амбар перенёс несколько ремонтов и перестроек и не сохранил свой первоначальный вид. Предполагается, что его фундамент из бутового камня частично может стоять на остатках стен древнего городища. В центре переднего фасада амбара расположены въездные ворота, которые выделены выступающим с крыши треугольным фронтоном, боковыми пилястрами и ступенчато профилированными карнизами. Подвальный этаж амбара имеет сводчатые потолки из кирпича и сохранил свою первоначальную планировку. Восточная часть здания в 1920-х годах была приспособлена под зерносушилку.
В начале 1980-х годов амбар, бывший складом, собирались перестроить в кафе-бар. Тогда здание ещё было в относительно хорошем состоянии и сохранило свой исторический облик, требовала ремонта только крыша. Планы не были осуществлены, и несколько лет спустя обрушились часть потолка и южная стена. В 1990-х годах был составлен новый проект по реставрации амбара. На этот раз из него хотели сделать бытовое здание Реставрационного управления Центральной Эстонии. Были восстановлены южная стена и крыша и сделан новый потолок на первом этаже. Проектом было предусмотрено открытие аркады переднего фасада; в действительности это означало бы снос передней стены и возведение новой стены из зольных блоков и силикатного кирпича. Из силикатного кирпича была сложена задняя стена, а бывшие в ней проёмы или заложены, или заменены. Строительные работы были приостановлены в 1994 году.
Центр фольклорной музыки, работающий в настоящее время в бывшем мызном амбаре, имеет три зала. На первом этаже расположены малый и большой концертные залы, вмещающие 100 и 400 человек соответственно. В подвальном этаже находится каминный зал с сауной.